# USS Emmons (DD-457)
USS Emmons (DD-457/DMS-22) là một tàu khu trục lớp Gleaves được Hải quân Hoa Kỳ chế tạo trong Chiến tranh Thế giới thứ hai. Nó đã tham gia suốt Thế Chiến II, cải biến thành một tàu quét mìn cao tốc với ký hiệu lườn DMS-22, và phục vụ cho đến khi bị máy bay kamikaze đánh chìm ngoài khơi Okinawa năm 1945. Nó là chiếc tàu chiến duy nhất của Hải quân Hoa Kỳ được đặt theo tên Chuẩn đô đốc George F. Emmons (1811-1884), người tham gia cuộc Chiến tranh Mexico-Hoa Kỳ và cuộc Nội chiến Hoa Kỳ.

## Thiết kế và chế tạo
Emmons được chế tạo tại xưởng tàu của hãng Bath Iron Works Corp. ở Bath, Maine. Nó được đặt lườn vào ngày 14 tháng 11 năm 1940; được hạ thủy vào ngày 23 tháng 8 năm 1941, và được đỡ đầu bởi bà F. E. Reacock, cháu nội đô đốc Emmons. Con tàu được cho nhập biên chế cùng Hải quân Hoa Kỳ vào ngày 5 tháng 12 năm 1941 dưới quyền chỉ huy của Thiếu tá Hải quân T. C. Ragan.

## Lịch sử hoạt động

### 1942
Emmons khởi hành từ Norfolk, Virginia vào ngày 31 tháng 1 năm 1942 cho chuyến đi chạy thử máy đến Callao, Peru, nơi nó đón lên tàu các sĩ quan Hải quân Peru để đưa đến Valparaiso, Chile, và quay trở về Boston ngang qua nhiều cảng Ecuador. Nó tuần tra tại vùng biển New England, và vào tháng 4 đã hộ tống cho Ranger (CV-4) vượt Đại Tây Dương khi chiếc tàu sân bay vận chuyển máy bay tiêm kích cho Liên đội Tiêm kích 33 Không lực Hoa Kỳ đến Accra và các căn cứ không quân khác ở khu vực Bờ biển Vàng thuộc Anh, châu Phi từ ngày 22 tháng 4 đến ngày 28 tháng 5 năm 1942.
Trong mùa Hè 1942, Emmons tuần tra ngoài khơi Argentia, Newfoundland, và hộ tống các tàu chở quân đi từ Boston đến Halifax, Nova Scotia. Tại Halifax vào ngày 5 tháng 7, nó tham gia một đoàn tàu vận tải Lục quân và tàu buôn để hộ tống chúng đi đến một điểm hẹn giữa đại dương, nơi chúng được bàn giao cho các tàu hộ tống Hải quân Anh để tiếp tục đi đến Iceland. Nó sau đó lên đường gia nhập Hạm đội Nhà Anh Quốc tại Scapa Flow vào ngày 16 tháng 7, tham gia các cuộc huấn luyện cần thiết trong việc phối hợp các quy trình và chiến thuật khác nhau giữa Anh và Hoa Kỳ. Từ ngày 26 đến ngày 31 tháng 7, nó hộ tống cho thiết giáp hạm HMS Duke of York đi đến Iceland và quay trở lại Scapa Flow, rồi làm nhiệm vụ hộ tống vận tải tại vùng bờ biển Scotland. Vào ngày 17 tháng 8, nó rời Scapa Flow để đi Iceland, nơi nó gặp gỡ một đoàn tàu vận tải phải băng qua tuyến đường hàng hải phía Bắc đầy bất trắc, để đi đến bán đảo Kola thuộc Liên Xô; nó quay trở về Greenock, Scotland vào ngày 30 tháng 8.
Emmons quay trở về New York vào ngày 9 tháng 9, và tiến hành huấn luyện tại Casco Bay, Maine và vịnh Chesapeake cũng như tại khu vực Bermuda, nhằm chuẩn bị tham gia Chiến dịch Torch, cuộc đổ bộ của lực lượng Đồng Minh lên Bắc Phi. Nó khởi hành từ Bermuda vào ngày 26 tháng 10, bảo vệ cho các tàu sân bay khi chúng hỗ trợ cho cuộc đổ bộ tại Safi, Morocco từ ngày 8 đến ngày 13 tháng 11, trước khi quay trở về Boston ngang qua Bermuda và Norfolk.

### 1943
Sau một đợt đại tu ngắn và hoạt động hộ tống ven biển, Emmons đi đến Cristobal để hộ tống một đoàn tàu vận tải đi New York. Trong khi chờ đợi, nó băng qua kênh đào Panama vào ngày 9 tháng 1 năm 1943 để huấn luyện phối hợp cùng Hải quân Ecuador trong một thời gian ngắn. Nó hộ tống một đoàn tàu vận tải vượt đại dương sang Bắc Phi trong tháng 2, quay trở về New York vào ngày 11 tháng 3 để huấn luyện, rồi lại ra khơi vào ngày 2 tháng 4, đi sang Scapa Flow ngang qua Argentia để lại gia nhập Hạm đội Nhà Anh Quốc vào ngày 19 tháng 5. Trong khoảng thời gian hai tháng rưỡi tiếp theo sau, nó tham gia các cuộc tuần tra tại vùng biển Bắc, bảo vệ cho sự di chuyển của các đoàn tàu vượt Bắc Đại Tây Dương, không ngừng canh phòng khả năng các hạm tàu nổi Hải quân Đức xuất phát từ các căn cứ tại Na Uy. Nó cũng hộ tống cho các tàu sân bay Anh trong các cuộc không kích xuống Na Uy trong tháng 7. Quay trở về Norfolk vào ngày 9 tháng 8, nó thực hiện chuyến đi sang Gibraltar từ ngày 3 tháng 11 đến ngày 19 tháng 12, trinh sát mở đường để bảo vệ cho thiết giáp hạm Iowa (BB-61), đưa Tổng thống Franklin D. Roosevelt tham dự Hội nghị Teheran.

### 1944
Từ tháng 12 năm 1943 đến tháng 4 năm 1944, Emmons bảo vệ cho các tàu sân bay trong các hoạt động huấn luyện phi công hải quân của chúng tại Newport, Rhode Island và Casco Bay. Vào ngày 20 tháng 4, nó khởi hành từ vùng biển Maine để đi Azores và Mers-el-Kebir, Algeria, đến nơi vào ngày 1 tháng 5 để tuần tra chống tàu ngầm. Vào ngày 17 tháng 5, đội của nó phối hợp cùng máy bay Anh trong việc đánh chìm tàu ngầm U-boat U-616; và sang ngày hôm sau đã lên đường đi sang Anh, thực hiện những chuẩn bị sau cùng cho Chiến dịch Overlord, cuộc Đổ bộ Normandy vào ngày 6 tháng 6. Sau khi bảo vệ cho các hoạt động quét mìn chuẩn bị, nó tham gia cuộc bắn phá dữ dội ngay trước cuộc đổ bộ; và ở lại ngoài khơi bãi đổ bộ trong ba ngày canh phòng cho một lượng lớn tàu bè nối tiếp nhau vận chuyển người và phương tiện, trước khi rút lui qua eo biển Manche trở về Plymouth, Anh hộ tống cho thiết giáp hạm Texas (BB-35). Quay trở lại khu vực tấn công vào ngày 11 tháng 6, nó phục vụ bảo vệ các tàu vận chuyển và tiếp liệu khỏi các cuộc tấn công của tàu ngầm đối phương. Sau khi được tiếp tế tại Portland, Anh từ ngày 21 đến ngày 24 tháng 6, nó tiếp tục canh phòng chung quanh các thiết giáp hạm và tàu tuần dương thuộc Lực lượng Đặc nhiệm 129 tiến hành Bắn phá Cherbourg vào ngày 25 tháng 6, hỗ trợ cho cuộc tấn công của Quân đoàn 7 thuộc Tập đoàn quân 1 (Hoa Kỳ) trong trận Cherbourg.
Emmons quay trở lại Mers-el-Kebir vào ngày 10 tháng 7 cùng một đoàn tàu vận tải xuất phát từ Portland, rồi làm nhiệm vụ hộ tống vận tải tại các cảng Địa Trung Hải chuẩn bị cho Chiến dịch Dragoon, cuộc đổ bộ của lực lượng Đồng Minh lên miền Nam nước Pháp. Nó khởi hành từ Taranto, Ý vào ngày 11 tháng 8 hướng đến các bãi đố bộ, và vào ngày 15 tháng 8 bắt đầu hoạt động bắn phá chuẩn bị. Nó ở lại ngoài khơi khu vực suốt ngày hôm đó để bắn pháo hỗ trợ cho lực lượng tấn công trên bờ. Những nhiệm vụ hộ tống được tiếp nối tại các cảng Ý và đảo Corse trước khi nó quay lại hoạt động tuần tra ngoài khơi Riviera cho đến tháng 10. Nó quay trở về Boston vào ngày 9 tháng 11 để được cải biến thành một tàu khu trục quét mìn, và được xếp lại lớp với ký hiệu lườn DMS-22 mới vào ngày  15 tháng 11. Sau các đợt huấn luyện tại vùng bờ biển Đại Tây Dương và thực tập tại quần đảo Hawaii, nó đi đến Ulithi để được tập trung cho Chiến dịch Okinawa.

### 1945
Hải đội của Emmons ra khơi vào ngày 19 tháng 3 năm 1945 để thi hành một nhiệm vụ nguy hiểm sống còn là rà quét tại vùng biển Okinawa, dọn đường cho tàu bè tấn công đổ bộ vào ngày 1 tháng 4. Nó sau đó làm nhiệm vụ cột mốc radar; và vào ngày 6 tháng 4, đang khi di chuyển cùng tàu chị em Rodman (DMS-21), chúng trở thành mục tiêu của một đợt tấn công lớn bởi nhiều máy bay đối phương. Một trong những máy bay tấn công đầu tiên đã đánh trúng Rodman, và khi Emmons lượn vòng chung quanh con tàu chị em để bảo vệ phòng không, cả hai chiếc tàu quét mìn cao tốc bị những chiếc máy bay tấn công cảm tử kamikaze áp đảo. Nhiều chiếc bị bắn rơi, nhưng Emmons bị đánh trúng năm lần hầu như cùng một lúc; chúng đánh trúng đuôi tàu, mạn phải cạnh cầu tàu, tháp pháo số 3 ngay cạnh mực nước, phần sau tàu và bên mạn trái phòng thông tin tác chiến. Bị đánh hỏng, bốc cháy và các hầm đạn nổ tung, các nỗ lực kiểm soát hư hỏng hầu như vô vọng, nên lệnh bỏ tàu được đưa ra. Thủy thủ đoàn của nó, vốn được tặng thưởng danh hiệu Đơn vị Tưởng thưởng Hải quân do chiến đấu anh dũng tại Okinawa, bị tổn thất với 60 người thiệt mạng hay mất tích và 77 người bị thương. Sang ngày hôm sau, 7 tháng 4, lườn tàu trôi nổi của nó được tàu chị em Ellyson đánh đắm để tránh lọt vào tay đối phương, ở tọa độ 26°48′B 128°04′Đ / 26,8°B 128,067°Đ.

## Phần thưởng
Emmons được tặng thưởng danh hiệu Đơn vị Tưởng thưởng Hải quân cùng bốn Ngôi sao Chiến trận do thành tích phục vụ trong Thế Chiến II.